# Péninsule d'Ards
Pour les articles homonymes, voir Ards.
La péninsule d'Ards est une péninsule de la côte nord-est de l'Irlande, dans le comté de Down en Irlande du Nord. Elle sépare le Strangford Lough du Canal du Nord au nord de la mer d'Irlande.
Plusieurs villes et villages sont établis sur la péninsule d'Ards, dont Donaghadee, Newtownards et Portaferry. On considère que Newtownards en est la plus grande unité urbaine ; en effet la ville de Bangor, bien que plus peuplée et située géographiquement à l'extrémité nord de la péninsule, ne fait pas partie du borough d'Ards.
La péninsule bénéficie d'un climat océanique et doux.

## Historique
La péninsule d'Ards, autrefois appelée The Ards, a été conquise par les Vikings au XIIe siècle. La famille Savage, d'origine normande, y a bâti plusieurs châteaux et prieurés.
Durant la Seconde Guerre mondiale, plusieurs camps d'aviation y sont installés, dont les bases Ballyhalbert et Kirkistown de la Royal Air Force, qui sont maintenant fermées. Le site de Kirkistown est devenu un circuit de courses automobile et motocycliste.

## Villes et villages
La péninsule compte comme agglomérations :
- Newtownards ;
- Portaferry ;
- Ballyhalbert ;
- Ballywalter ;
- Carrowdore ;
- Cloghy ;
- Greyabbey ;
- Kircubbin ;
- Portavogie.

## Lieux d'intérêt

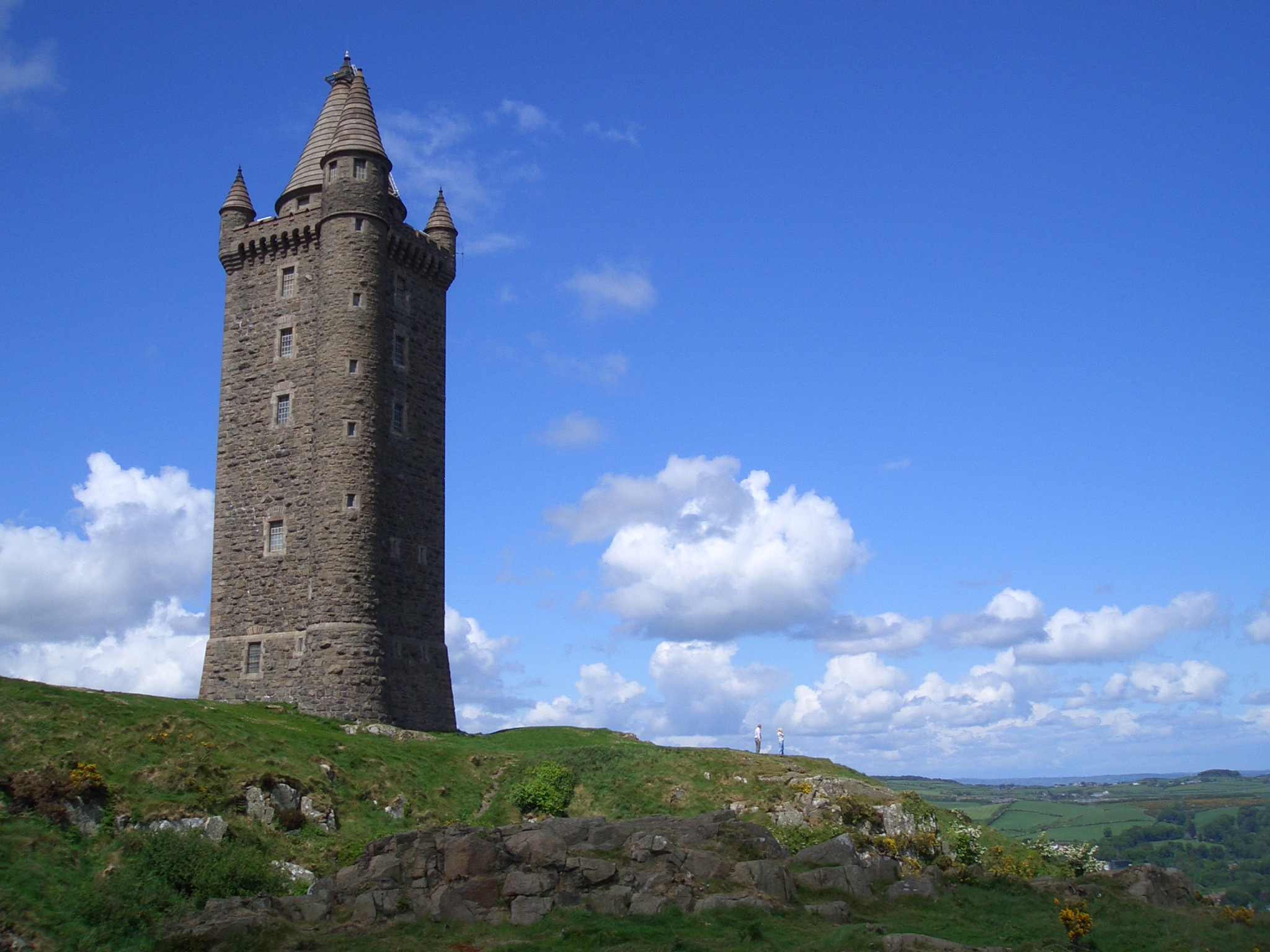
Scrabo Tower

- Scrabo Tower (tour de Scrabo), qui domine Newtownards à la base de la péninsule. Elle a été bâtie en 1857 dans un parc, en mémoire de Charles Vane, 3e marquis de Londonderry.
- Mount Stewart, un manoir du XVIIIe siècle entouré de jardins. C'était la demeure de la famille Vane-Tempest-Stewart, marquis de Londonderry.
- Greyabbey, une abbaye cistercienne en ruine.
- Circuit de Kirkistown, le seul circuit de sports mécaniques permanent homologué par la Motor Sports Association (en).
- Ballywalter Park, une ancienne demeure privé, possédant un magnifique jardin paysagé.

Plusieurs sites archéologiques ont été découverts sur la péninsule d'Ars, comme :
- Ballyfounder Rath ;
- Derry Churches ;
- Grey Abbey ;
- Kirkistown Castle ;
- Portaferry Castle ;
- White House, Ballyspurge.